# Bibiana Švejkovská
Bibiana Švejkovská (* 22. Juli 1985) ist eine frühere slowakische Biathletin.
Bibiana Švejkovská nahm in Ridnaun 2002 erstmals an Junioren-Weltmeisterschaften im Biathlon teil. Im Einzel erreichte sie den 36. Platz, wurde 45. des Sprints und beendete das Verfolgungsrennen nicht. Mit der Staffel kam sie zudem auf den elften Platz. Im Jahr darauf startete sie in Kościelisko bei der Junioren-WM, erreichte aber weniger gute Resultate. Bestes Ergebnis war ein 39. Platz im Sprint. Zum dritten und letzten Mal startete sie in der Haute-Maurienne bei einer Junioren-WM, bei der sie erneut eher weniger nennenswerte Resultate erreichte und mit Platz 45 im Einzel ihr bestes Resultat erreichte. Es folgte im weiteren Jahresverlauf die Teilnahme an den Junioren-Rennen der Sommerbiathlon-Weltmeisterschaften 2004 in Osrblie. Švejkovská belegte im Sprint den 27. sowie im Verfolgungs- und Massenstartrennen die 25. Plätze. Bei den Sommerbiathlon-Europameisterschaften 2004 in Clausthal-Zellerfeld nahm sie zunächst bei den Junioren-Wettbewerben teil, wurde 21. im Sprint wie auch im Verfolgungsrennen. Für die Mixed-Staffel wurde die Slowakin in den Leistungsbereich berufen und gewann mit Eva Šebová, Radovan Cienik und Davorín Škvaridlo die Bronzemedaille hinter den Vertretungen aus Russland und Deutschland.